# Caussiniojouls
Caussiniojouls là một xã thuộc tỉnh Hérault trong vùng Occitanie ở phía nam nước Pháp. Xã này nằm ở khu vực có độ cao trung bình 315 mét trên mực nước biển. Dân số thời điểm năm 1999 là 117 người.